# Andrew Lambrou
Andrew Lambrou  (grško Άντριου Λάμπρου), avstralski pevec grško-ciprskega porekla, * 25. maj 1998

## Zgodnje življenje
Lambrou se je rodil leta 1998 v grško-ciprski družini. Imel je dedka, ki je živel v obmorskem mestu Pafos na Cipru, korenine pa ima tudi z otoka Lemnos v Grčiji. Pri petih letih ga je mama vpisala v glasbeno šolo.

## Kariera
Lambrou je postal javnosti bolj znan, ko leta 2013, ko je na YouTube naložil priredbo pesmi »My Immortal« skupine Evanescence. Leta 2015 je Lambrou sodeloval v sedmi sezoni The X Factor Australia, kjer se je uvrstil med najboljših 20.
Po letih objavljanja priredb znanih pesmi je Lambrou prešel k pisanju lastne glasbe in si tako pridobival vedno večjo bazo oboževalcev. Leta 2017 ga je opazila založba Sony ATV, s katero je podpisal pogodbo.
V začetku leta 2021 je Lambrou podpisal pogodbo z glasbeno založbo City Pop Records iz Sydneyja in izdal svoj prvenec »Throne«. Julija 2021 je Lambrou izdal pesem »Lemonade«. Dne 24. septembra 2021 je Lambrou izdal svoj tretji singl, »Confidence«. Februarja 2022 je Lambrou tekmoval na  Eurovison - Australia Decides s pesmijo »Electrify«. Uvrstil se je v finale, kjer je zbral 51 točk in zasedel 7. mesto.

## Evrovizija
17. oktobra 2022 je Ciperska radiotelevizija (CyBC) objavila, da bo Lambrou zastopal Ciper na Pesmi Evrovizije 2023. Istega meseca je Lambrou podpisal pogodbo z založbo Panik Records, ki je vodilna glasbena založba tako v Grčiji kot na Cipru.

## Diskografija
- »Throne« (2021)
- »Lemonade« (2021)
- »Confidence« (2021)
- »Electrify« (2022)